# Chimigramme

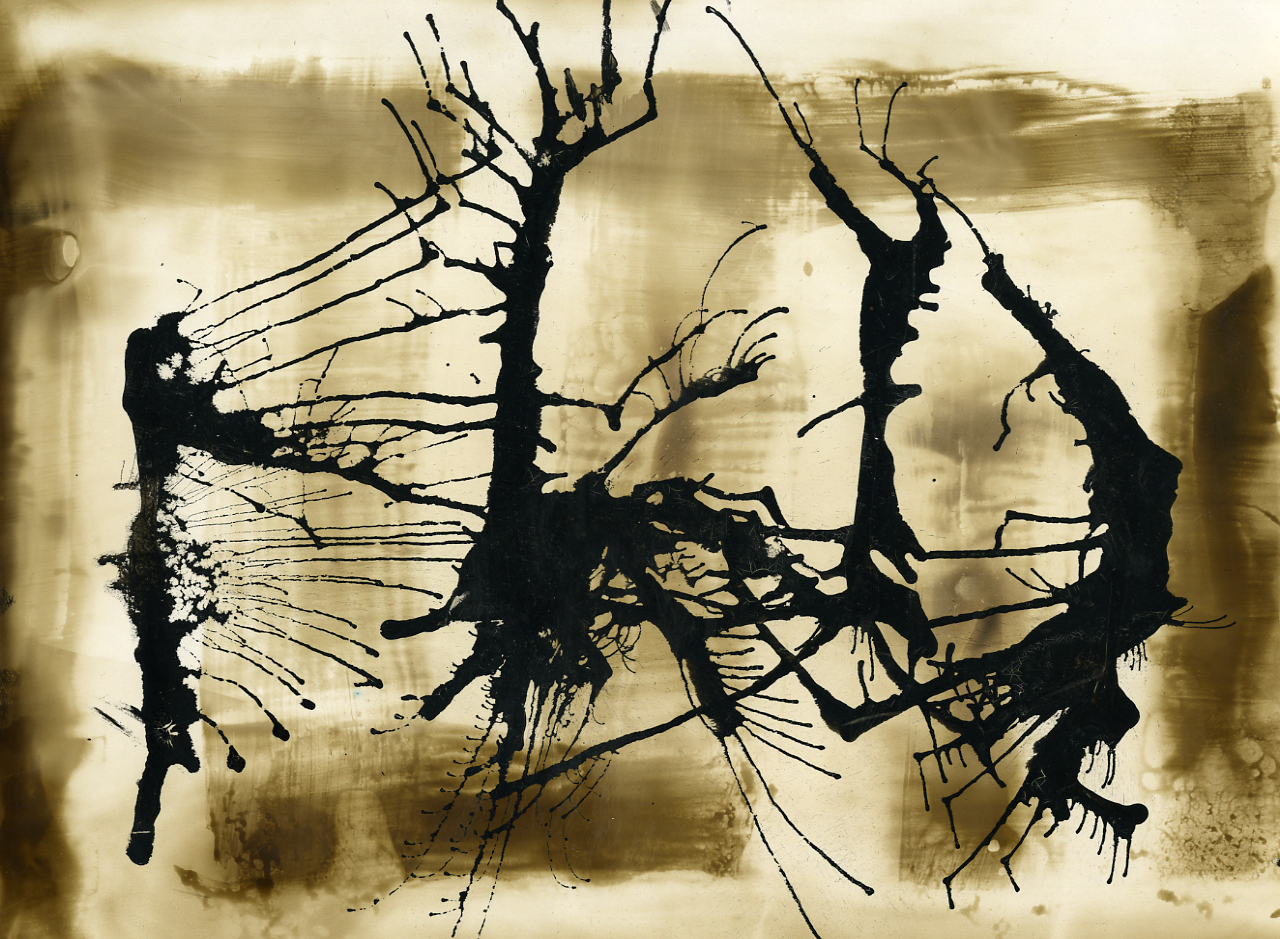
Paolo Monti, 1970

Le chimigramme est une technique picturale qui permet de produire des images avec les matériaux de la peinture et de la photographie.

## Technique
Le procédé technique du chimigramme, au croisement de la peinture et de la photographie, s’intègre pleinement dans le domaine de l’expérimentation plastique. Il nécessite l’emploi de matériaux de la photographie au gélatinobromure d’argent (le papier photosensible, le révélateur et le fixateur). Comme le photogramme, le chimigramme se réalise sans appareil photographique. La lumière et la chimie participent toutes deux à la création des images et des motifs.  
Il est possible de réaliser des chimigrammes uniquement avec du papier photo, du révélateur et du fixateur. Les résultats ressemblent alors à de l'aquarelle. Les possibilités du chimigramme peuvent être multipliées par l'utilisation de produits issus de la peinture (vernis, cire, huile). Ces expérimentations sont proches de celles de peintres comme Paul Klee, Max Ernst et Tàpies.
Plus concrètement, voici le déroulement du processus : 
- le papier photosensible est enduit de produits localisateurs tels que vernis, cire ou huile.
- Il est ensuite alternativement, et au choix, trempé dans le révélateur (qui donnera les noirs) et le fixateur (qui donnera les blancs).
- L'exposition à la lumière peut avoir lieu avant, après ou pendant l'action des bains chimiques.
- Les transformations physiques (craquelures, décollements, dissolutions) des produits localisateurs, qui se déroulent sur l’émulsion, sont rendues visibles dans l’émulsion grâce à l’intervention de la chimie.

## Historique

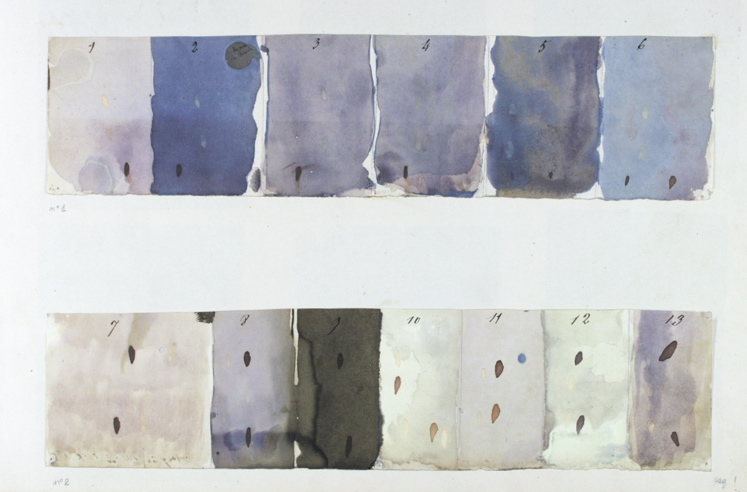
Essais de photosensibilisation réalisés par Hippolyte Bayard

Hippolyte Bayard (1801-1887) pourrait être considéré comme le premier à avoir obtenu une image ressemblant à un chimigramme à la suite de ses essais de sensibilisation réalisés en 1839. 
L’allemand Edmund Kesting et le français Maurice Tabard ont créé, dans les années 1930 et 1940, des images en peignant avec du révélateur et du fixateur sur du papier photographique. 
Le belge Pierre Cordier (1933-2024) est l’artiste qui s’est le plus consacré à cette pratique et à son exploration. Dès ses débuts, en 1956, alors un des rares praticiens de cette technique, il la fit évoluer en élargissant ses possibilités techniques et esthétiques. 
C’est d’ailleurs lui qui proposa  l’appellation « chimigramme » en 1958  désignation qui est désormais la plus largement acceptée. 
La technique s’est peu à peu répandue et compte désormais dans le monde un grand nombre de praticiens.
En 2004, Pierre Cordier réalise son portrait d'Isabelle Mège en utilisant cette technique.